# Ломня (Нижегородская область)
Ломня — деревня в Сокольском районе Нижегородской области.

## География
Ломня расположена в лесной зоне, на левом берегу реки Волги, в Унженской низменности, ниже стрелки Волги с Унжей (ныне Горьковское водохранилище), у места впадения одноимённой реки.

## История
Ранее называлось Содомово. Слово «Содом» в названии ряда населённых пунктов Заволжья закрепилось из-за религиозных противоречий официальной церкви с первыми жителями (зачастую староверами, которых обвиняли в «язычестве»).
В 1981 году Указом Президиума Верховного Совета РСФСР деревня Содомово переименована в Ломня.
С 1994 года Ломня, как и весь Сокольский район на основании постановления Совета Федерации № 38-1 СФ от 3 февраля 1994 года «Об утверждении изменений границы между Ивановской и Нижегородской областями» перешёл в состав Нижегородской области.
С 01.01.2010 года Ломня входила в Волжский сельсовет, после того, как Дмитриевский сельсовет, Летнебазовский сельсовет, Пелеговский сельсовет, Пушкаревский сельсовет Сокольского района объединены в Волжский сельсовет.
С 2014 года Ломня входит в городской округ Сокольский Нижегородской области, в который объединены муниципальные образования городское поселение рабочий посёлок Сокольское и сельские поселения Волжский сельсовет, Лойминский сельсовет и Междуреченский сельсовет, согласно Закону Нижегородской области от 2 июня 2014 года № 64-З

## Население
| 2002 | 2010 |
| ---- | ---- |
| 24   | ↘11  |